# Éonz
Éonz (écrit Eons sur les premiers albums) est un groupe de rock québécois, composé de Richard Savoie (voix, basse), Éric Blanchard (guitares), Steeve Lapointe (clavier) et Patrick Paquet (batterie).

## Biographie
Les origines d'Éonz remontent à 1989 au Cégep d'Alma; le groupe est alors composé, entre autres, de Pierre Talbot, Steeve Lapointe, Jacques Bouchard et Sylvain Simard. Une fois leurs études terminées, les gars déménagent à Québec et, déjà, des changements s'opèrent: Patrick Paquet rejoint le groupe, Steeve Lapointe quitte et est remplacé par Richard Savoie. Le groupe a plusieurs chansons en anglais, composées principalement par Pierre Talbot. Un premier démo de cinq de ces chansons voit le jour la même année. Richard devient le chanteur après le départ de Sylvain Simard et entreprend la tournée des bars. L'année suivante, changement de personnel au sein du groupe: Pierre Talbot est remplacé par Éric Blanchard. Steeve Lapointe est également de retour, au départ à titre de technicien de son pour ensuite devenir claviériste. En 1992, Danny Landry remplace Jacques Bouchard à la basse et le groupe débute les sessions d'enregistrement maison de ce qui allait devenir leur premier album, Caméléon de fantaisie, avec Steeve Lapointe et Patrick Paquet à la réalisation. L'album sort en janvier 1993 et connaît un succès instantané à la station CHOI-FM. Après plusieurs spectacles, Éonz accueil pendant quelques mois Alain Bergeron en remplacement de Danny Landry. À l'automne de 1995 le groupe prend sa forme définitive avec Richard, Patrick, Éric et Steeve, et fonde sa propre étiquette de disques: Les Disques Commandement. C'est sur cette étiquette que paraîtra en octobre de la même année le deuxième album du groupe: Briser le silence, qui comprend entre autres les succès Partir, Somnambule, Si le ciel et la pièce titre. Ces quatre chansons font l'objet de vidéoclips diffusés sur Musique Plus. Avec le réalisateur Guy Tourville, le groupe enregistre un album éponyme, sorti en 1997. Malheureusement, l'élan du groupe est freiné en mai 1999, à la suite de l'anévrisme dont est victime Patrick Paquet et le projet d'un nouvel album est mis de côté. Pour combler le vide, le groupe lance un album "live", ...avec un zède. Les mois qui suivent sont difficiles, le groupe s'essouffle: Éric et Steeve quittent. On tente de faire renaitre la flamme avec Guillaume Doiron et Sébastien Langlois mais c'est peine perdue. En 2002, Éonz fait ses adieux, une compilation sort et s'appelle Éonz Simple. Cette compilation contient deux chansons inédites: Cible sans arme et La raison.

## Discographie
- 1992: Caméléon de fantaisie (PSL)
- 1995: Briser le silence (Les Disques Commandement)
- 1996: Caméléon de fantaisie - réédition (Les Disques Commandement)
- 1997: Éonz (Les Disques Commandement)
- 1999: Avec un zède live (Les Disques Commandement)
- 2002: Éonz Simple 1993-2002 - compilation (NewRock)